# Avanture Toma i Jerryja
Avanture Toma i Jerryja (eng.Tom & Jerry Comedy Show) (poznata isto kao The New Adventures of Tom and Jerry) druga je animirana televizijska serija temeljena na animiranoj seriji kratkih filmova Tom & Jerry. Producirana od strane Filmationa u suradnji s MGM Television, izvorno je emitirana na CBS-u od 6. rujna 1980. do 13. prosinca iste godine (sa ukupno 15 epizoda).

## Radnja
Za razliku od prethodne serije The Tom and Jerry Show, u kojoj su dva protagonista bila prijatelji, Avanture Toma i Jerryja obnavlja slapstick potjere koje karakteriziraju kratke filmove. U svom izvornom obliku, svaka epizoda sastoji se od tri segmenta: dva s Tomom i Jerryjem (u kojima se često pojavljuju i Spike i Tyke i Nibbles) mjestimice s jednim s Droopyjem, obično uz bok Vuku (ovdje se zove Slick Wolf) i Barney Bearu. Svaka epizoda uključuje i tri interludija u kojima se pojavljuju svi spomenuti likovi osim Toma i Jerryja. Pojedinačni segmenti također se emitiraju odvojeno, u kojem se uklanjaju interludiji.

## Epizode
| Epizoda | Naslov                                    | Datum               |
| ------- | ----------------------------------------- | ------------------- |
| 1       | Farewell, Sweet Mouse                     | 6. rujna 1980.      |
| 1       | Droopy's Restless Night                   | 6. rujna 1980.      |
| 1       | New Mouse in the House                    | 6. rujna 1980.      |
| 2       | Heavy Booking                             | 13. rujna 1980.     |
| 2       | Matterhorn Droopy                         | 13. rujna 1980.     |
| 2       | The Puppy Sitter                          | 13. rujna 1980.     |
| 3       | Most Wanted Cat                           | 20. rujna 1980.     |
| 3       | Pest in the West                          | 20. rujna 1980.     |
| 3       | Cat in the Fiddle                         | 20. rujna 1980.     |
| 4       | Invasion of the Mouse Snatchers           | 27. rujna 1980.     |
| 4       | The Incredible Droop                      | 27. rujna 1980.     |
| 4       | The Plaid Baron Strikes Again             | 27. rujna 1980.     |
| 5       | Incredible Shrinking Cat                  | 4. listopada 1980.  |
| 5       | Scared Bear                               | 4. listopada 1980.  |
| 5       | When the Rooster Crows                    | 4. listopada 1980.  |
| 6       | School for Cats                           | 11. listopada 1980. |
| 6       | Disco Droopy                              | 11. listopada 1980. |
| 6       | Pied Piper Puss                           | 11. listopada 1980. |
| 7       | Under the Big Top                         | 18. listopada 1980. |
| 7       | Lumber Jerks                              | 18. listopada 1980. |
| 7       | Gopher It, Tom                            | 18. listopada 1980. |
| 8       | Snowbrawl                                 | 25. listopada 1980. |
| 8       | Getting the Foot                          | 25. listopada 1980. |
| 8       | Kitty Hawk Kitty                          | 25. listopada 1980. |
| 9       | Get Along, Little Jerry                   | 1. studenog 1980.   |
| 9       | Star-Crossed Wolf                         | 1. studenog 1980.   |
| 9       | Spike's Birthday                          | 1. studenog 1980.   |
| 10      | No Museum Peace                           | 8. studenog 1980.   |
| 10      | A Day at the Bakery                       | 8. studenog 1980.   |
| 10      | Mouse Over Miami                          | 8. studenog 1980.   |
| 11      | The Trojan Dog                            | 15. studenog 1980.  |
| 11      | Foreign Legion Droopy                     | 15. studenog 1980.  |
| 11      | Pie in the Sky                            | 15. studenog 1980.  |
| 12      | Save That Mouse                           | 22. studenog 1980.  |
| 12      | Old Mother Hubbard                        | 22. studenog 1980.  |
| 12      | Say What?                                 | 22. studenog 1980.  |
| 13      | Superstocker                              | 29. studenog 1980.  |
| 13      | Droopy's Good Luck Charm                  | 29. studenog 1980.  |
| 13      | The Great Mousini                         | 29. studenog 1980.  |
| 14      | Jerry's Country Cousin                    | 6. prosinca 1980.   |
| 14      | The Great Diamond Heist                   | 6. prosinca 1980.   |
| 14      | Mechanical Failure                        | 6. prosinca 1980.   |
| 15      | A Connecticut Mouse in King Arthur's Cork | 13. prosinca 1980.  |
| 15      | The Great Train Rubbery                   | 13. prosinca 1980.  |
| 15      | Stage Struck                              | 13. prosinca 1980.  |

## Kućna video izdanja
Warner Bros. trenutno posjeduje prava na ovaj serijal putem Turner Entertainmenta. Međutim, zbog negativnog prijema serije i pravnih problema koji uključuju MGM animaciju bez izvora na Filmation, Warner Bros. ne planira DVD box set serije.
Mežutim jedan segment četrnaeste epizode, "Jerry's Country Cousin" uvršten je na drugom disku DVD-a Tom & Jerry: Deluxe Anniversary Collection, koji je Warner Home Video objavio u Sjevernoj Americi 22. lipnja 2010.
Svih 30 Tom i Jerry segmenata ovog serijala dostupno je u aplikaciji Boomerang App.

## Vanjske poveznice
- Avanture Toma i Jerryja u internetskoj bazi filmova IMDb-a
- The Tom and Jerry Comedy Show The Big Cartoon DataBase